# Elektrický jistič

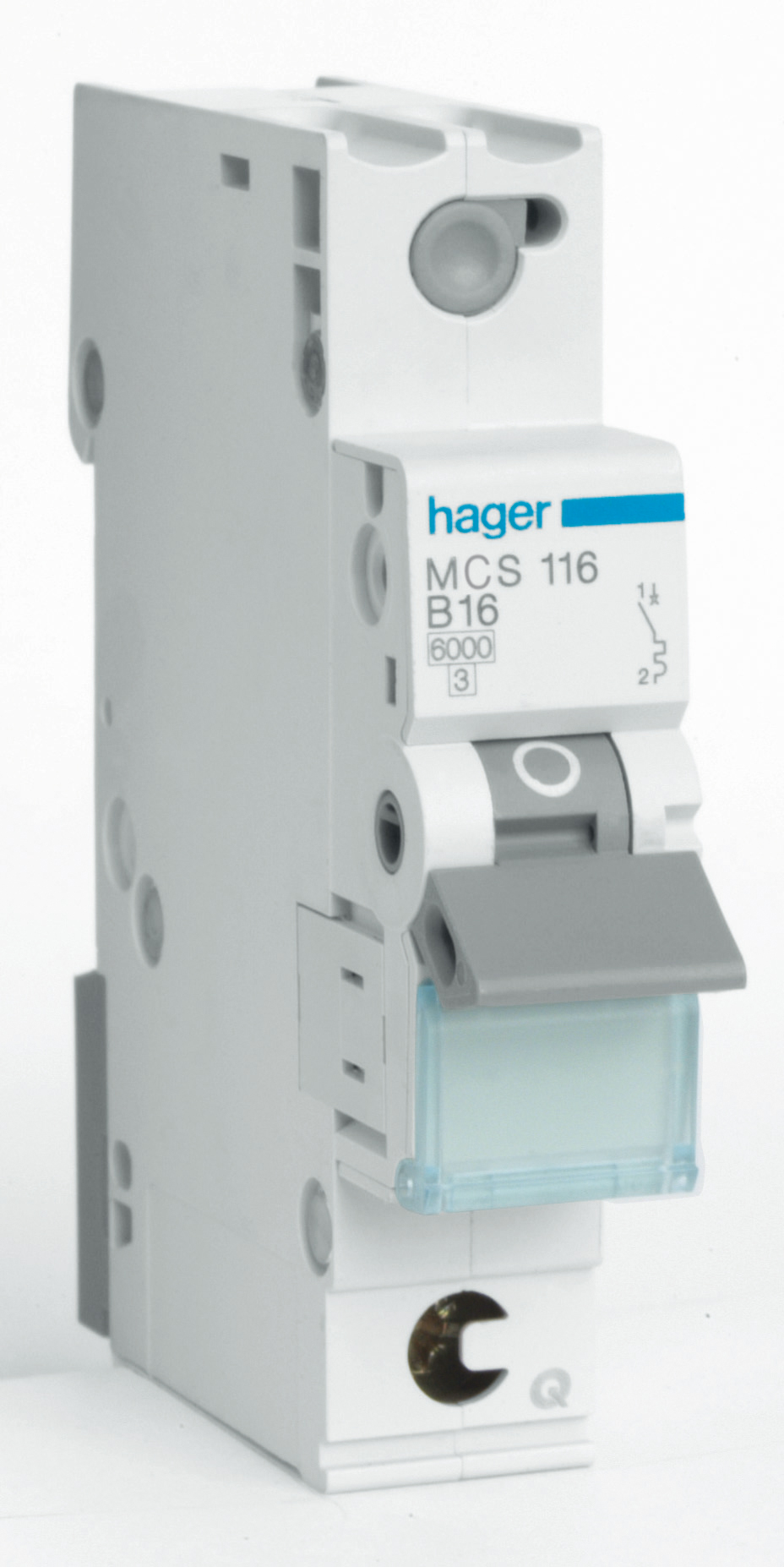
Ukázka jističe: Výrobce Hager, kód výrobku MCS 116, vypínací charakteristika B se jmenovitým proudem 16 A s maximálním zkratovým proudem 6000 A o energetické třídě 3. Vpravo pak schematická značka s popisem vývodů. Šedivá ovládací páčka je dole (vypnuto), pod páčkou místo pro popisný štítek. Nahoře a dole vstupní/výstupní kontakty, vzadu uchycení na DIN lištu.

Jistič – schematická značka.

Jistič (ochranný vypínač) je elektrický přístroj, který zajišťuje nadproudovou ochranu. Protéká-li jím nadměrný elektrický proud, automaticky odpojí chráněný elektrický obvod, čímž chrání před průnikem nebezpečného dotykového napětí, nadproudem (zkratem, přetížením), poškozením elektrické instalace nebo přístrojů, případně požárem. Po odstranění závady je možné jistič uvést znovu do výchozího stavu (tzv. nahodit) na rozdíl od svého předchůdce pojistky (kterou bylo nutné vyměnit). Ochranu osob a zvířat před úrazem elektrickým proudem zajišťuje proudový chránič.

## Charakteristika
Jistič zajišťuje v elektrickém obvodu automatické rychlé odpojení spotřebiče od sítě, dojde-li k překročení povoleného proudu nebo k přetížení. K překročení povoleného proudu může dojít porušením izolace, průnikem nebezpečného dotykové napětí s následným zkratem a podobně. Odpojení spotřebiče od napájení (tzv. vybavení jističe) je zajištěno pomocí elektromagnetické spouště během velmi krátké doby. Při přetížení vypíná jistič zpožděně při déletrvajícím vyšším odběru elektrického proudu, který nestačí pro odpojení jako v předchozím případě (zkrat), ale ohrožuje spotřebič poškozením teplem, následným požárem a podobně. Odpojení je realizováno pomocí bimetalového pásku.
Aby nedošlo vlivem velmi vysokých zkratových proudů k poškození jističe (při překročení zkratového proudu), jsou před něj předřazovány nadproudové ochrany (tavná pojistka provozní třídy gG). U třífázových jističů musí být zajištěno, že při vybavení jističe u jedné z fází dojde k odpojení i zbývajících, aby nedošlo k poškození trojfázového spotřebiče (např. motoru), který vyžaduje aktivní všechny tři fáze. Standardní jistič není určen k vypnutí a zapnutí obvodu, k tomu slouží vypínač. U některých spotřebičů (např. motory) je kromě jističe používána ještě tepelná ochrana motoru, která reaguje přesněji na přetížení (nadproudové relé), případně používá měřící termistor (upevněn přímo na motoru), který při překročení určité teploty spotřebič odpojí.
Jmenovitý proud jističe (nadproudové ochrany) nesmí být větší, než přípustný proud vedení (v závislosti na průřezu vodiče). Nadproudové ochrany musí být nainstalovány všude, kde se zmenšuje průřez vodiče nebo v místech, kde se mění typ vedení nebo způsob uložení vodičů. Ochrana před zkratem musí být nainstalována na začátku vedení. Ochrana před přetížením může být v nerozvětveném obvodu v jeho libovolném místě.

### Typy jističů
Jističe jsou vyráběny pro určitý jmenovitý proud Ia (2, 4, 6, 10, 13, 16, 20, 25, 32, 40, 50, 63 A). Při zkratu (tj. výrazné překročení jmenovitého proudu jističe) zajistí elektromagnetická spoušť velmi rychlé rozpojení vnitřních kontaktů jističe ještě před tím, než zkratový proud dosáhne maxima (za 4–20 ms). Při mírném překročení jmenovitého proudu jističe (do trojnásobku jmenovitého proudu) elektromagnetická ochrana nereaguje a teprve s určitým zpožděním zareaguje ochrana proti přetížení (od 4 s do desítek minut). Takové chování jističe umožňuje používat jističe i pro spotřebiče, které mají při zapojení krátkodobě vyšší odběr, než je jmenovitý proud jističe. Proto jsou jističe vyráběny s různými vypínacími charakteristikami (B, C a D). Jističe typu C a D jsou tzv. pomalejší než jistič typu B.

### Princip selektivity
Mezi zdroji elektrického proudu (např. elektrárna) napájejícími distribuční elektrické soustavy a koncovými spotřebiči je postupně zapojeno více nadproudových ochran (hlavní jistič, bytový jistič, jistič zásuvkového okruhu atd.) s odstupňovanými hodnotami jmenovitých proudů (např. hlavní jistič 25 A, zásuvkový okruh 16 A, světelný okruh 10 A). Při přetížení nebo zkratu zareaguje jen nejbližší nadproudová ochrana a ostatní okruhy nejsou přerušeny. Hierarchicky řazené ochrany by měly mít jmenovité proudy v poměru alespoň 1,65, aby celý systém selektivně (výběrově) vypínal jen postižené části elektrické sítě.

### Barevné značení
Původní barevné značení pojistek se zachovalo i pro jističe. Modulární jističe pro domovní elektroinstalace se vyrábějí v řadě s vypínací schopností 10 kA s barevným označením shodným s keramickými pojistkami. Barevná je přímo páčka jističe nebo je na krytu jističe barevný terčík. Rozvodné společnosti vyžadují montovat před elektroměr právě označené jističe.
Normalizované barvy jsou: 2 A růžová, 4 A hnědá, 6 A zelená, 10 A červená, 13 A písková, 16 A šedá, 20 A modrá, 25 A žlutá, 32 A fialová, 40 A černá, 50 A bílá, 60 a 63 A hnědá (měděná), 80 A stříbrná, 100 A červená, 125 A žlutá.

### Charakteristické hodnoty jističe
Charakteristickými hodnotami jističe jsou:
Jmenovité napětíJmenovité napětí určuje, pro jaké napětí je jistič určen.
Jmenovitý proud IaJmenovitý proud udává maximální proud, který jistič trvale propouští, aniž by rozpojil obvod.
Zkratový proudZkratový proud je maximální proud, který je jistič ještě schopen vypnout (u běžných domácích přístrojů typicky 6 až 25 kA). Zkratový proud je dán fázovým napětím sítě a impedancí vypínací smyčky.
Vypínací čas taVypínací čas udává závislost času vypnutí jističe (obvykle od 0,01 s do 10000 s, tj. 2,78 hod) na velikosti poměrného proudu jističem (obvykle v mezích od 1 In do 80 In).
Poměrný proudPoměrný proud udává násobek jmenovitého proudu jističe In.

### Vypínací charakteristiky

Graf závislosti násobku jmenovitého proudu (vodorovná osa) na čase vypnutí (svislá osa). Obě osy používají logaritmickou stupnici.

Charakteristiky běžných jističů se označují písmeny B, C a D. Charakteristiky mají stejnou část tepelné charakteristiky v oblasti přetížení, tj. v oblasti nadproudu (vrchní část grafu). Liší se ve zkratové části charakteristiky a reakce na (krátkodobé) zvýšení proudu na násobky jmenovitého (tj. zkratového, spouštěcího) proudu (viz spodní část grafu). Smluvený vypínací proud je proud, při kterém musí jistič vypnout do hodiny (je stanoven na 1,45 násobek jmenovitého proudu). Smluvený nevypínací proud nesmí jistič vypnout nikdy (pro charakteristiky B, C a D je stanoven jako 1,13 násobek jmenovitého proudu).
B – jistič vedení, staré značení LJistič rychle vypíná malé nadproudy (do 0,1 s při 3–5 násobku jmenovitého proudu). Používá se pro jištění zařízení s malou časovou oteplovací konstantou. Takovým zařízením jsou vodiče vedení s malou hmotností. Používá se pro jištění zařízení, které mají zapínací proud stejný jako jmenovitý nebo mírně zvýšený. Mohou to být například odporové spotřebiče (rychlovarná konvice, vařič, žárovky).
C – motorový jistič, staré značení M, UMotorový jistič vypíná do 0,1 s při 5–10 násobku jmenovitého proudu. Je používán pro jištění zařízení s běžnou časovou oteplovací konstantou. Takovými zařízeními jsou například indukční motory s hmotným rotorem, statorem a kostrou, které odvádějí tepelnou energii vznikající ve vinutí. Používají se pro motory s lehkým i těžkým rozběhem a pro vícepólové indukční motory. Dále jsou používány pro zařízení se pulzními zdroji (např. počítače), protože mají při připojení k síti krátký a vysoký odběr proudu. Používá se pro jištění zařízení, které mají zapínací proud menší než osminásobek jmenovitého proudu.
D – jistič pro zařízení s velkými zapínacími proudyJistič vypíná do 0,1 s při 10–20 násobku jmenovitého proudu. Vypíná až větší nadproudy. Používá se pro jištění zařízení, které mají zapínací proud větší než osminásobek jmenovitého proudu (desetinásobek), například transformátory a dvoupólové indukční motory. Je nevhodný pro běžné použití (např. v domácnostech).
Z a GJističe vypínají menší nadproudy, než jistič charakteristiky B (2–3 násobek jmenovitého proudu) při faktoru χ=1,35. Typ Z je používán pro ochranu polovodičových součástek nebo napěťového měřicího transformátoru. Typ G pro transformátory a motory s velkými zapínacími proudy.

## Konstrukce jističe

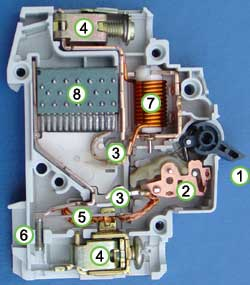
Průřez jističem:
1 – ovládací páčka
2 – mechanismus vypínače
3 – rozpojovací kontakty
4 – přívodní a odchozí kontakty
5 – bimetalový pásek
6 – kalibrační šroub
7 – cívka s údernou kotvou
8 – zhášecí komůrka.

Na obrázku je termomagnetický typ jističe, který ve vybavovacím mechanismu (sloužícím k odpojení obvodu) kombinuje elektromagnetickou a tepelnou spoušť. Ovládací páčka (1) umožňuje jistič vypnout nebo zapnout a zároveň signalizuje stav jističe (vypnuto/zapnuto). Páčka pomocí aretačního mechanismu vypínače (2) ovládá rozpojovací kontakty (3), které přeruší obvod mezi přívodními a odchozími kontakty (4). Bimetalový pásek (5) aktivuje vypínací mechanismus jističe při přetížení (dlouhodobý větší odběr proudu), výrobce ho nastavuje kalibračním šroubem (6). Při zkratu je v cívce (7) vytvořeno magnetické pole, která má ve svém jádře úderník, jež aktivuje vypínací mechanismus. Zhášecí komůrka (8) slouží k zhasnutí elektrického oblouku vzniklého při rozpojení kontaktů jističe.
Zapínací zámek jističe má nezávislé vypínání, což znamená že není možné podržením páčky zabránit vybavení jističe (tj. rozpojení kontaktů) a zároveň není možné zapnutí obvodu, pokud trvá závada (zkrat). Na čelní straně jističe jsou uvedeny charakteristiky jističe (jmenovitý proud, vypínací charakteristika apod.). Jistič se svou spodní částí zacvakne na univerzální montážní DIN lištu.

### Typy jističů
Jistič může být určen pro střídavé nebo stejnosměrné napětí. Jističe pro střídavý proud jsou mnohem běžnější a také menší, protože ve střídavých obvodech prochází proud nulou, díky čemuž je snadnější zhášení oblouku (střídavě periodicky mění polaritu napětí i směr proudu).
Termomagnetický typ jističe obsahuje elektromagnet a bimetal. Elektromagnet reaguje na vyšší násobky jmenovitého proudu (zkrat). Bimetal reaguje na nízké násobky jmenovitého proudu (přetížení).
Ve starších rozvodech lze vidět kataraktové (hydraulické) jističe (v ČR typy J1K a J7K). Obsahují elektromagnet, jehož ocelové jádro se pohybuje v olejové náplni, který slouží jako tlumič. Při působení nadproudu je jádro vtahováno proti síle vnitřní pružiny a tření v oleji do cívky. Při dostatečném vtažení jádra dojde k přitažení vnější kotvy elektromagnetu a tím vybavení jističe.
Pro vyšší proudy slouží jističe s elektronickou spouští. Takový jistič obsahuje proudový transformátor, který převádí proud jističem na hodnoty, následně vyhodnocované blokem elektronické spouště. Při překročení nastavených hodnot jistič vypne. Tento způsob vybavování se využívá obvykle u jističů od 200 A. Jističe s elektronickou spouští mají výhodu v širokém rozsahu nastavení jmenovitého proudu (0,4 až 1 násobek In, volby vypínací charakteristiky, diagnostice jističe – možnost propojení s PC apod.).
Zhášení elektrického oblouku, který vznikne při rozpojení kontaktů může být realizováno v deionizační komoře (deionové) nebo ve vakuu. Podle provedení mohou být jističe otevřené (masterpact, obvykle nad 2 kA) nebo kompaktní (MCCB, obvykle do 2 kA).

### Retrofit
Jako retrofit je označována záměna starých jističů za nové. Prostou náhradou staršího prvku je totiž provedena oprava stávající elektrické instalace a nikoliv rekonstrukce. Oprava (na rozdíl od rekonstrukce) nevyžaduje, aby elektrická instalace prošla kompletně novou revizí podle současných platných přepisů, což by mohlo být velmi nákladné. Mezi populární retrofity v českých domácnostech patří retrofit KT1 a KT3 na staré („černé“) jednofázové a třífázové jističe IJV a IJM.
Protože dnešní jističe mají proti starým černým „bakelitovým“ menší rozměry, pro účely retrofitingu výrobci elektroinstalačních prvků nabízejí i retrofitové obaly na dnešní menší jističe. Tak je v původních rozvaděčích zajištěno, že:
- Otvory pro upevňovací šrouby využije retrofit, do něj se vloží a připevní dnešní zařízení.
- Pozice páček nových jističů jsou v úrovni krytu rozvaděče, a ne zanořené až pod ním.

Ve výsledku tedy díky retrofitovým pomůckám nová zařízení pasují i do starších rozvaděčů, ve kterých se používaly jiné rozměrové standardy, a staré rozvaděče tak lze provozovat i nadále, lze na nich provést opravu, a to bez nutnosti jejich úplného nahrazení.
Pojem retrofit a jeho účel platí obecně, teoreticky pro jakékoli zařízení a přizpůsobení současných náhradních dílů do něj.

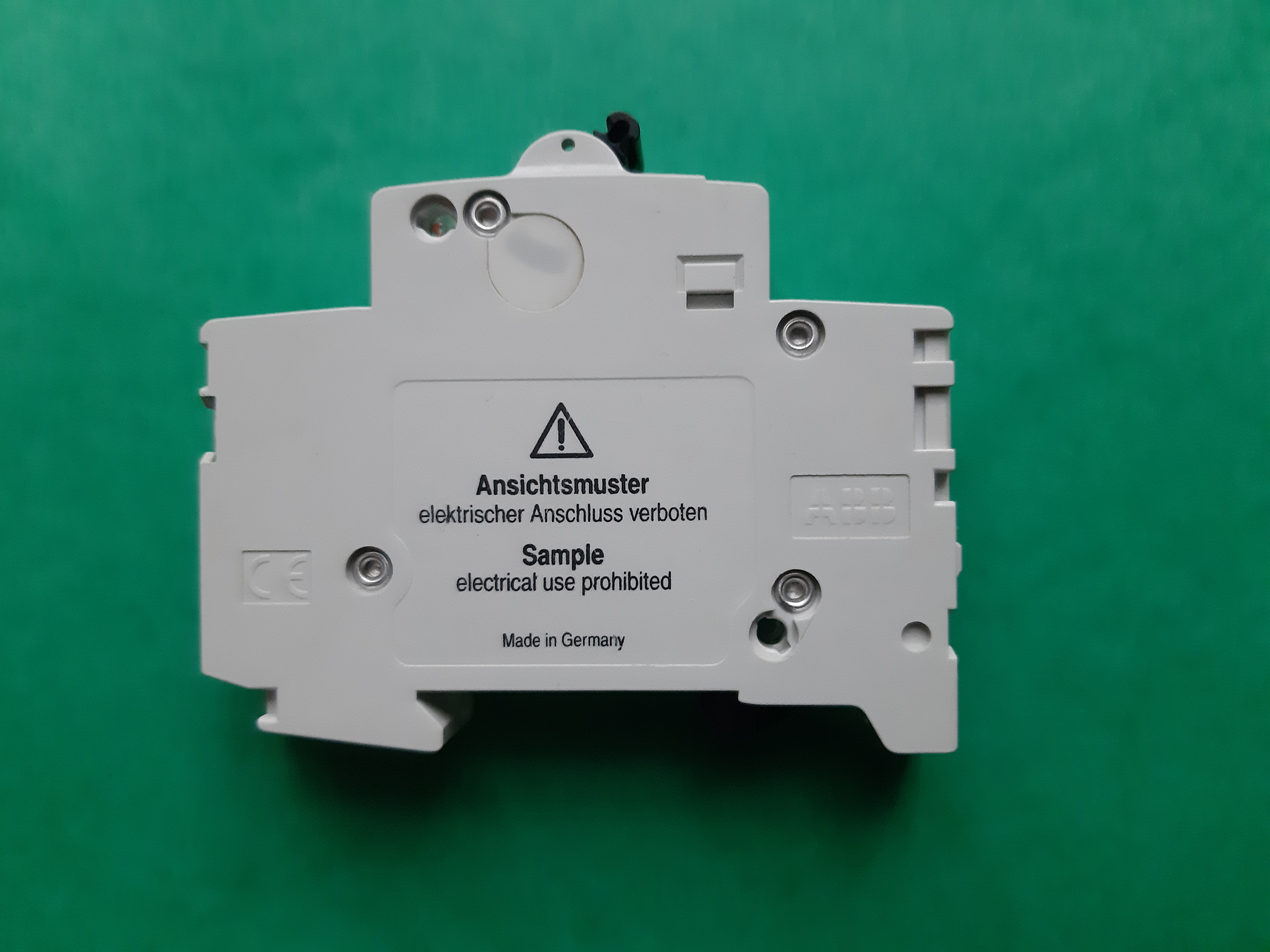
Atrapa jističe.
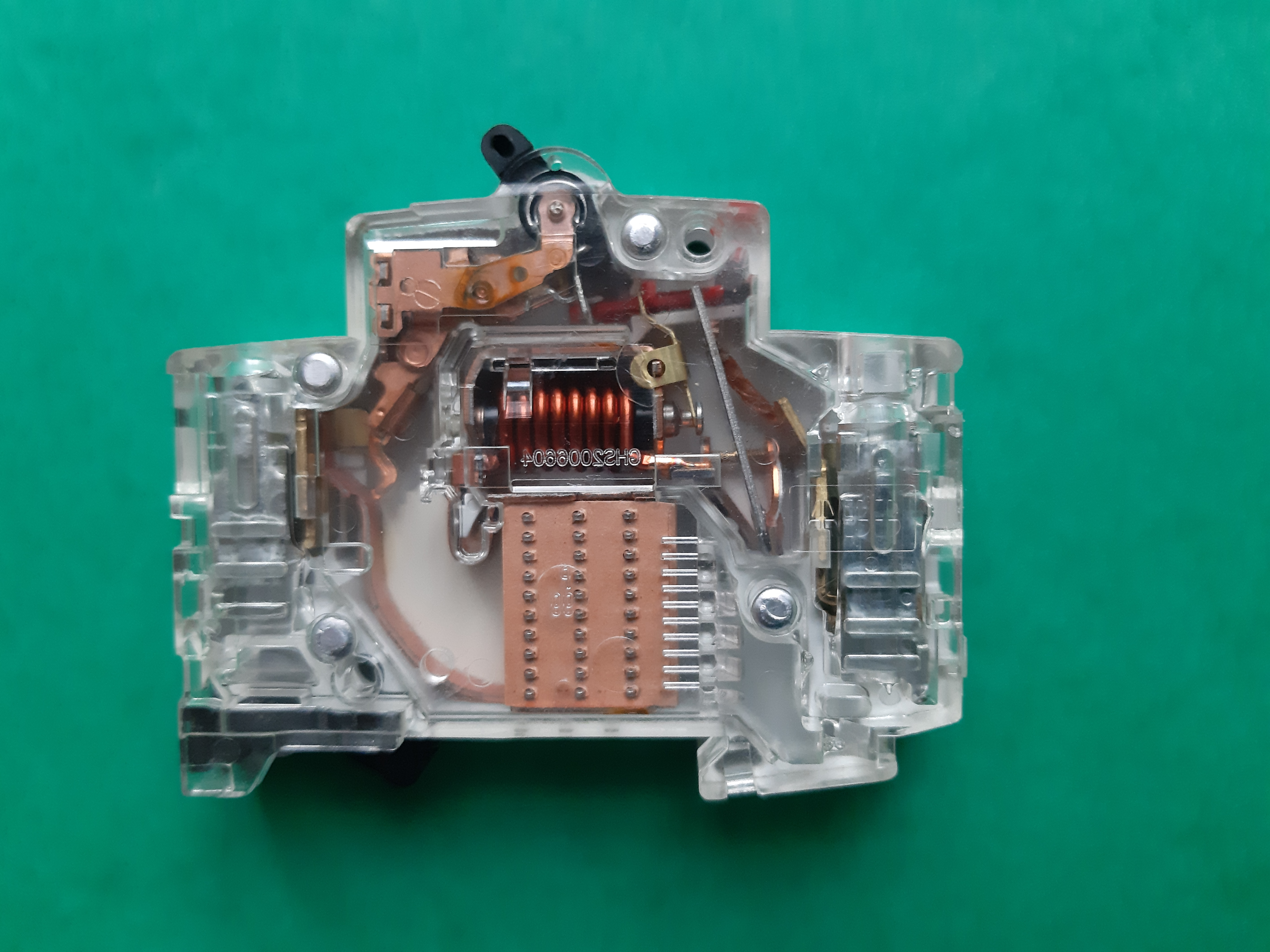
Atrapa jističe: kontakty rozeplé.
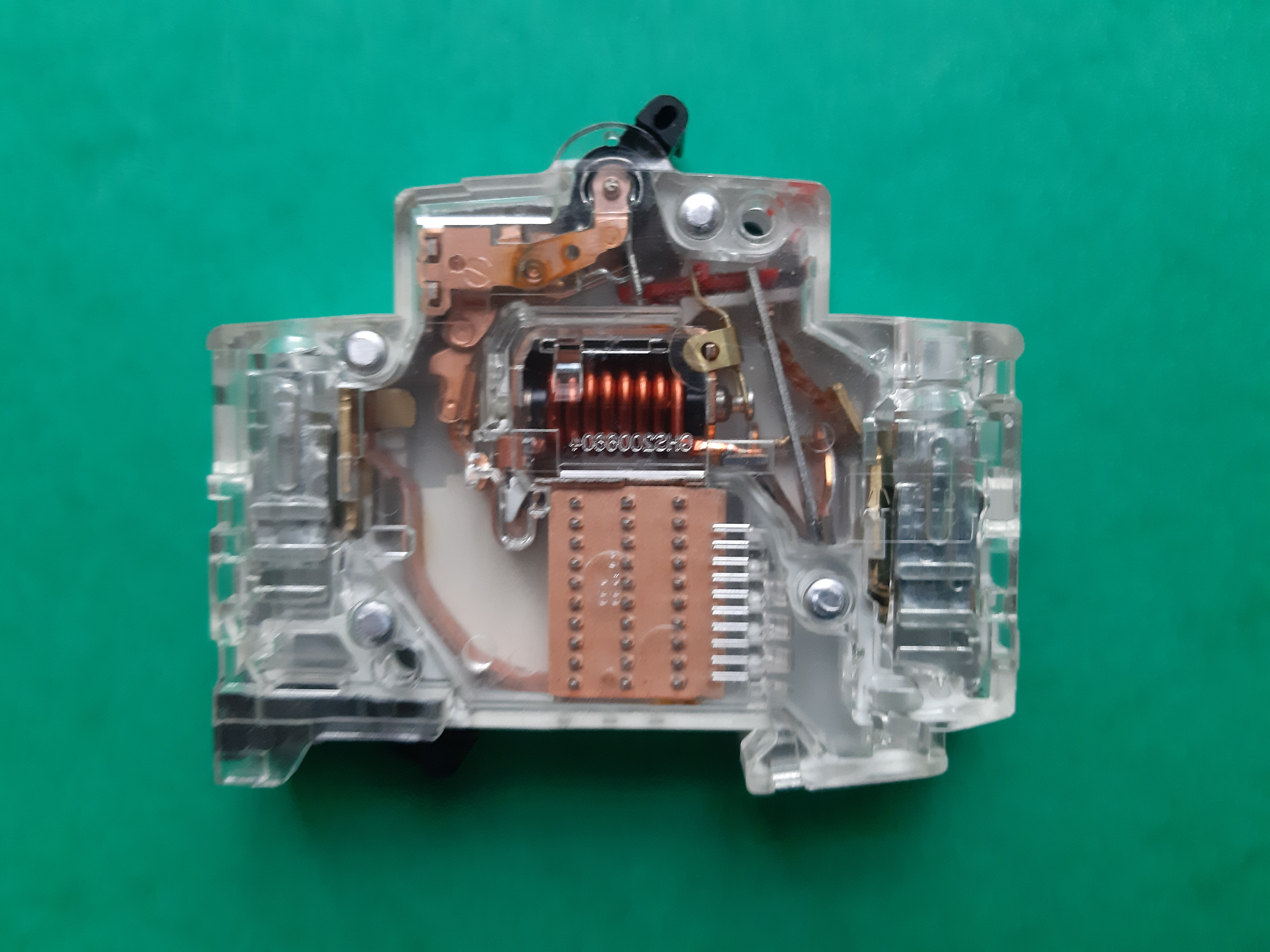
Atrapa jističe: kontakty seplé.